# Fiscale Inlichtingen- en Opsporingsdienst
Der Fiscale Inlichtingen- en Opsporingsdienst, kurz FIOD (in wörtlicher deutscher Übersetzung: Fiskalischer Nachrichten- und Ermittlungsdienst)  ist die Steuerfahndung des niederländischen Finanzministeriums. Von September 1999 bis 2010 war der FIOD zusammen mit dem Economische Controledienst (ECD) des Ministerie van Economische Zaken en Klimaat als FIOD-ECD zusammengelegt. Der Hauptsitz des FIOD befindet sich in Utrecht.

## Kernbereiche
Das FIOD hat folgende Aufgaben:
- Bekämpfung von Steuer-, Finanz- und Wirtschaftskriminalität
- Sicherung der Integrität des beruflichen und geschäftlichen Lebens
- Bekämpfung der organisierten Kriminalität

### Inhalte
Das FIOD ist eine Behörde zur Ermittlung unklarer Finanzströme. Die Ermittler, Projektleiter und Teamleiter der FIOD sind allgemeine Ermittler, d. h. sie sind befugt, alle Straftaten zu untersuchen. Außerdem sind FIOD-Mitarbeiter mit vielen Befugnissen der Staatsanwaltschaft ausgestattet. Sie können unter anderem Verdächtige in Gewahrsam nehmen, Durchsuchungen anordnen, die Auslieferung anordnen und das Betreten einer Wohnung ohne Zustimmung der Bewohner genehmigen.
Bei begründetem Verdacht, dass ein Verdächtiger einen Betrug begangen hat, kann ein Ermittlungsteam in Absprache mit der Staatsanwaltschaft eine Untersuchung einleiten. Hinweise auf Betrug können von Steuerbehörden, Zollämtern, der Polizei, der Sozialversicherungsbehörde UWV, der Finanzmarktaufsicht (AFM), der De Nederlandsche Bank (DNB) oder anderen Aufsichtsbehörden gemeldet worden sein. Auch Treuhänder oder Privatpersonen können Anzeige erstatten.

### Aufgaben
Die Fahnder haben unter anderem folgende Einsatzbereiche:
- Steuerhinterziehung, vergl. Steuerhinterziehung (Deutschland)
- Finanz- und Wirtschaftsbetrug (wie Börsenhandel und Anlagebetrug, Insiderhandel, Schneeballsysteme, betrügerischer Bankrott, Bilanzfälschung und Geldwäsche)
- Zollstraftaten, wie Zigarettenschmuggel, Drogenschmuggel und Hinterziehung von Einfuhrzöllen sowie Schmuggel strategischer Güter
- als Financial Intelligence Unit die Verhinderung von Terrorfinanzierung
- Korruptionsbekämpfung
- Aufspüren von Rohstoffen und Laboren für die Herstellung von synthetischen Drogen, wie etwa Ecstacy

Das FIOD befasst sich auch mit der Ermittlung von Urheberrechtsverletzungen. Ihre Hauptaufgabe in diesem Bereich ist die Durchsetzung des Urheberrechts. Dabei geht es in Zusammenarbeit u. a. mit der niederländischen Urheberrechtsorganisation BREIN, vor allem um die Aufdeckung von Urheberrechtsverletzungen in den Bereichen Musik, Film und interaktive Software.
Die Ermittlungsgruppen setzen ihr Fachwissen auch bei der Bekämpfung der organisierten Kriminalität ein. Dies geschieht in Zusammenarbeit Nationale Politie und anderen Ermittlungsbehörden.
An den Ermittlungsverfahren ist das „Functioneel Parket“ beteiligt, das zum niederländischen Staatsanwaltschaft (OM) gehört. Diese fungiert als Auftraggeber für die Untersuchung. Das Ergebnis dieser Untersuchung ist ein amtlicher Bericht, auf dessen Grundlage der OM die Strafverfolgung einleitet.
Die Ermittler des FIOD sind befugt, eine Dienstwaffe (etwa die halbautomatische Pistole Walther P99), einen Schlagstock, Handschellen und Pfefferspray zu tragen. Außerdem verfügt die FIOD über eigene Zugriffseinheiten (VAG), die regelmäßig gemeinsam mit den Einsatzteams der Polizei trainieren.

## Organisation und Größe
Das FIOD beschäftigt über 1.500 Mitarbeiter an 14 Standorten in den Niederlanden. An diesen Standorten sind zwischen einem und fünf Ermittlungsteams tätig. Außerdem gibt es eine Reihe von Teams für Konten- und Ermittlungsinformationen, ein Team für strategische Ermittlungsinformationen, ein Team für internationale Ermittlungen, fünf Teams für die Bekämpfung der Geldwäsche, ein eigenes TCI (Criminal Intelligence Team) und drei HARC-Teams in Rotterdam, Amsterdam und am Flughafen Schiphol.
Der FIOD verfügt zudem über ein auf forensische IT-Ermittlung spezialisierte Abteilung. So können u. a. Straftaten im Darknet aufgespürt werden.

### Zusammenarbeit
Auf internationaler ebene gibt es eine Zusammenarbeit mit Europol, dem Office Européen de Lutte Anti-Fraude (OLAF) und den Schwesterorganisationen im Ausland, etwa der deutschen Steuerfahndung und dem deutschen Zollfahndungsdienst sowie Zollkriminalamt.
Auf nationaler Ebene erfolgt eine Zusammenarbeit u. a. mit den lokalen Polizeibehörden, dem Landespolizeien und den besonderen Ermittlungsbehörden bei Rijksrecherche, der Koninklijke Marechaussee und der AIVD.

### Hit and Run Cargoteam (HARC-Team) Rotterdam
Im Rotterdamer Hafen arbeitet ein ständiges Kooperationsteam, das sich aus Ermittlern des Zolls, des FIOD und der Rotterdamer Seehafenpolizei zusammensetzt. Operative Unterstützung wird von Mitgliedern des Special Assistance Team des Zolls Rotterdam geleistet.
Das HARC-Team ist auf Ermittlungen im Zusammenhang mit der Einfuhr, Durchfuhr und Ausfuhr von Betäubungsmitteln spezialisiert. Das Team setzt häufig besondere Ermittlungsbefugnisse ein und genießt international hohes Ansehen. Das HARC-Team investiert in Ressourcen und Schulungen, um mit den technologischen Entwicklungen Schritt zu halten und der Kriminalität einen Schritt voraus zu sein. Es ist weitgehend selbsttragend und verfügt über eigene Hilfsstaatsanwälte, technische Unterstützung, Spezialfahrzeuge, Observations- und Zugriffsgruppen, spezielle Räume für Drogentests, Wägung und Probenahme usw. Das HARC-Team ist rund um die Uhr einsatzbereit, hat einen eigenen Staatsanwalt und kann daher sehr schnell eingreifen.
Die Ermittlungen erfolgen in der Regel nach Hinweisen und Vorfällen im Rotterdamer Hafengebiet. Das Team führt auch Ermittlungen durch, die ihren Ursprung an der südlichen Grenze der Niederlande einschließlich des Hafens von Vlissingen haben.
Das HARC-Team deckt auch den Schmuggel von Betäubungsmitteln über die Nordsee auf. Die Befugnis, in die Niederlande eingeführte Waren aufzuspüren, die der öffentlichen Gesundheit schaden können, liegt nach dem (niederländischen) Allgemeinen Zollgesetz (ADW) beim Zoll. Diese Ermittlungsaufgaben des Zolls werden vom FIOD wahrgenommen, das wie der Zoll dem Finanzministerium untersteht. Das FIOD hat die Aufdeckung von Betäubungsmitteln an die HARC-Teams in Rotterdam, Amsterdam und am Flughafen Schiphol übertragen.
Die bisher größte Beschlagnahme von Kokain in den Niederlanden wurde vom HARC-Team in Rotterdam durchgeführt. Bei dieser Gelegenheit wurden 4.625 kg beschlagnahmt. Das HARC-Team arbeitet eng mit Verbindungsbeamten der Korps Landelijke Politiediensten (KLPD) und des Zolls zusammen, die in der ganzen Welt stationiert sind, sowie mit der DEA, dem FBI, der National Crime Agency (England), dem Bundeskriminalamt und vielen anderen ausländischen Ermittlungsbehörden.

## Geschichte
Am 26. Juni 1945 wurde der Fiscale Inlichtingen- en Opsporingsdienst (FIOD) durch Minister Piet Lieftinck ins Leben gerufen und am 20. September 1945 nahm er seinen praktischen Betrieb an der Prins Hendrikkade in Amsterdam auf. Zuvor verfügte das Finanzamt bereits über eine Ermittlungsabteilung, die für die Steuerinspektoren Informationen über Unternehmen sammelte. Zur Betrugsbekämpfung wurde jedoch wenig getan. Betrug wurde bis dahin in der Regel allenfalls vom Inspektor mit einer nachträglichen Veranlagung und einer Geldstrafe geahndet.
Der FIOD hatte seinerzeit drei Abteilungen: den Zollfahndungsdienst, den Steuerfahndungsdienst und den Ermittlungsdienst.
Am 1. März 1950 wurde zudem eine eigene Abteilung für den Wertpapierhandel eingerichtet.
In den 1970er Jahren rückte die Betrugsbekämpfung zunehmend in den Mittelpunkt. Die Medien berichteten zunehmend über betrügerisches Verhalten im Zusammenhang mit B.V., Beiträgen zu den Sozialversicherungen, EWG-Subventionenen und der neuen, 1969 in den Niederlanden eingeführten, Umsatzsteuer. Die Ermittlungsarbeit des FIOD wurde zunehmend in Zusammenarbeit mit der Polizei, dem Wirtschaftskontrolldienst und ausländischen Diensten durchgeführt.
Das FIOD führte eine Reihe von gezielten Sondereinsätzen durch, um verdeckte Einnahmen aufzuspüren, die klangvolle Namen wie Goudtand (Goldzahn, bei Zahnärzten) oder „Schuimkraag“ (Schaumkrone, bei Betreibern von Gasthöfen).
Um potenzielle Betrüger abzuschrecken und die allgemeine Steuermoral zu verbessern, wurden weitere unangekündigte Aktionen in Unternehmen durchgeführt.
Im September 1999 wurde die Steuerverwaltung um die Abteilung Economische Controledienst (ECD) der Wirtschaftsabteilung erweitert. Anfangs hieß diese Abteilung noch Belastingdienst/ECD, wurde aber Ende 1999 weiter integriert. Die offizielle Bezeichnung lautet nun (bis 2010) FIOD-ECD.
Seit 2001 führt das Finanzamt (Belastingdienst) gemeinsam mit FIOD-ECD und der niederländischen Staatsanwaltschaft eine Reihe so genannter „Rekeningenprojecten“ (Kontenprojekte) durch. In diesem Rahmen werden Ermittlungen zu geheimen ausländischen Bankguthaben von in den Niederlanden ansässigen Personen in verschiedenen Ländern und den damit verbundenen Steuernachzahlungen durchgeführt. Im Rahmen des Memorandums des Kabinetts Balkenende über die Verstärkung des Ansatzes zur Bekämpfung der Finanz- und Wirtschaftskriminalität (FINEC) wurde die FIOD-ECD Anfang 2008 um 35 Mitarbeiter zur Bekämpfung der Geldwäsche aufgestockt. Am 1. Januar 2003 wurde der FIOD-ECD der „Ermittlungsdienst der Buma/Stemra“ („Opsporingsdienst van de Buma/Stemra“, ODBS) angegliedert. Dieser Dienst wurde innerhalb der FIOD-ECD unter dem Namen „Team Opsporing Piraterij“ weitergeführt.
Ab dem 1. Januar 2006 wurden 35 Ermittler des Ermittlungsdienstes des UWV der FIOD-ECD unterstellt, da die auch die Aufdeckung von Betrug bei den Sozialversicherungsbeiträgen in den Aufgabenbereich der FIOD-ECD aufgenommen wurde.
Am 1. Juni 2007 trat das Gesetz der „Bijzondere Opsporingsdiensten“ („Besondere Ermittlungstätigkeiten“) in Kraft. Dieses Gesetz regelt unter anderem die Befugnisse von Sonderermittlungsdiensten wie der FIOD-ECD und die Aufsicht, der sie unterworfen sind. Ab diesem Zeitpunkt wurden die FIOD-ECD-Ermittler zu allgemeinen Ermittlungsbeamten ernannt und damit hinsichtlich ihrer Ermittlungsbefugnisse Polizeibeamten gleichgestellt.
Am 1. Juli 2010 wurde der Name FIOD-ECD offiziell verkürzt zu FIOD.

### Besondere Fälle

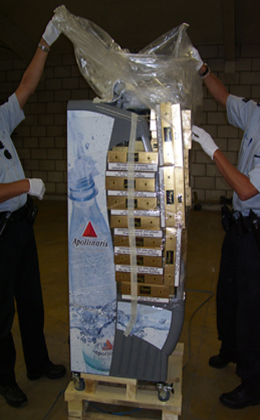
Polizeikräfte, der Zoll und die FIOD-ECD fanden 31. Juli 2007, in einem Schuppen in Oude-Tonge, über zehn Millionen nicht deklarierte Zigaretten. Die Zigaretten waren in Kisten von Kühlschränken und in den Kühlschränken selbst versteckt. Wären die Zigaretten auf den niederländischen Markt gelangt, hätte der Staat 1,5 Mio. EUR an Steuereinnahmen verloren

Einige der aufsehenerregenden Ermittlungen, an denen die FIOD-ECD beteiligt war, waren:
- Steuerhinterziehung der Hotelkette Van der Valk
  - Arbeitnehmer wurden schwarz beschäftigt und nach langen Ermittlungen wurde eine Nachzahlung von rd. 100 Millionen Euro vereinbart; dazu strafrechtliche Verurteilungen[11]
- Der Fall Bank Slavenburg (Schwarzgeldverwaltung)
- Der Fall Ahold
  - Die Tochter U.S. Foodservice und die argentinischen Tochter Disco hatten Unregelmäßigkeiten in den Büchern für 2001 und 2002. Dies führte zur Strafzahlung von acht Millionen Euro und dem Rücktritt des Vorstandsvorsitzenden.[12][13] Als Teil der Sanierung verkaufte Ahold 2004 seine US-amerikanischen Supermarkt-Töchter BI-LO und Bruno’s an den Finanzinvestor Lone Star, beide Unternehmen mussten 2009 Insolvenz anmelden.[14]
- Einige Ermittlungen gegen Fußballvereine, u. a. Feyenoord Rotterdam[15][16][17]
- First Curaçao International Bank, Hausdurchsuchungen und Verhaftungen 2006 gegen den niederländischen Geschäftsmanns John Deuss, der von seinem Wohnsitz in Berg en Dal via Curacao  Karussellgeschäfte mit Computer-Chips tätigte.
- „Klimopzaak“ (illegale Immobiliengeschäfte um den Philips Pensioenfonds und der halbstaatlichen N.V. Bouwfonds Nederlandse Gemeenten, vor 2007)
- Ermittlungen gegen die Unterlaufung von Sanktionen gegen Russland seit dem Überfall auf die Ukraine[18]